# Stazione di Martina Franca

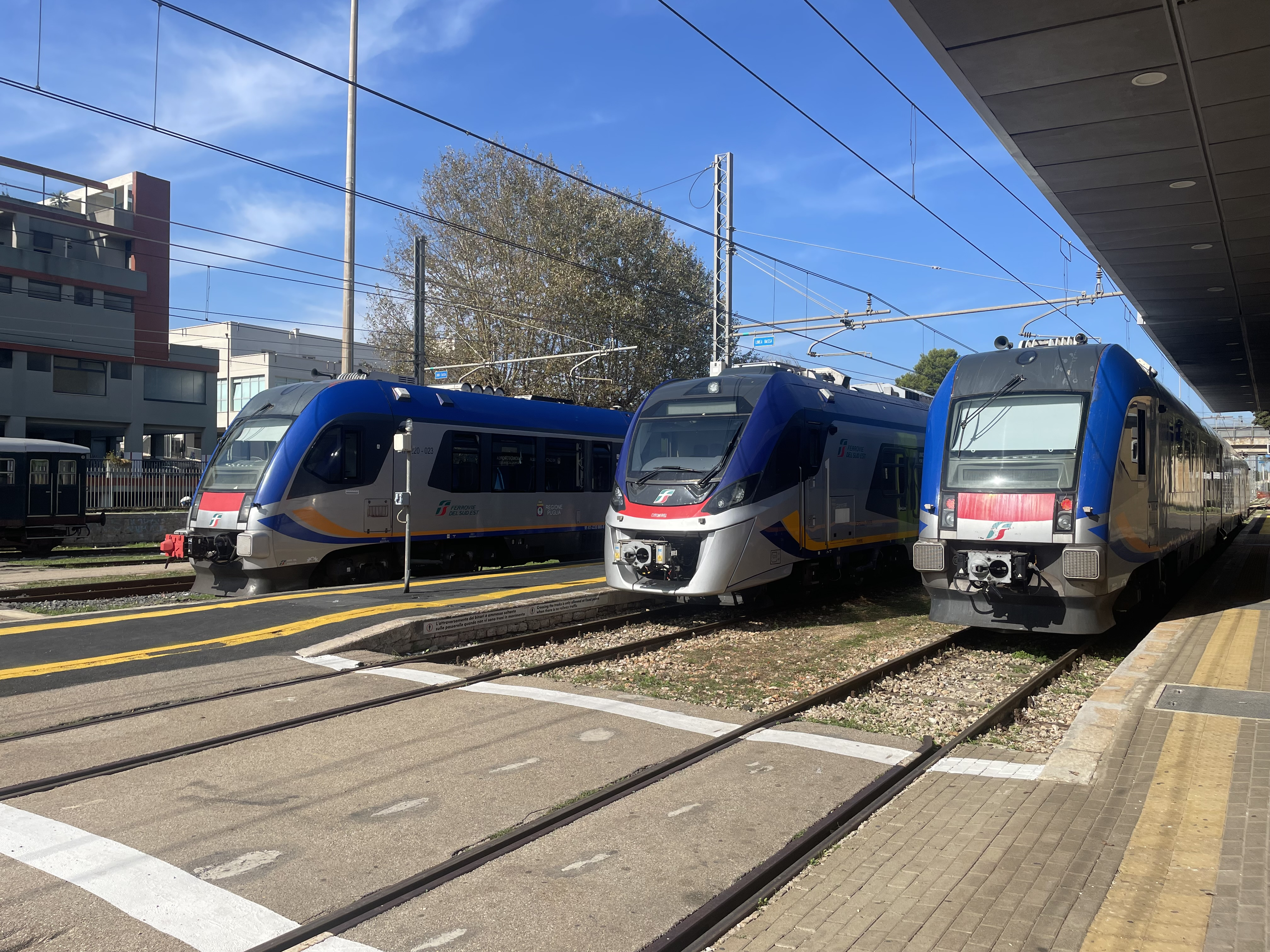
Panoramica dei binari della stazione: i due ATR 220 sul binario 1 e 3 e l'ETR 322 sul binario 2

La stazione di Martina Franca è una stazione ferroviaria a servizio del comune di Martina Franca, in provincia di Taranto.
È gestita dalle Ferrovie del Sud Est che vi opera sia in qualità di gestore infrastrutturale sia di movimento passeggeri.
Si trova lungo la linea 1 (ferrovia Bari-Taranto) ed è capolinea della linea 2 (ferrovia Martina Franca-Lecce).
La stazione è ubicata in fondo all'omonimo viale cittadino, in una zona semiperiferica della città. È servita sia dagli autobus del servizio pubblico cittadino della Miccolis tramite la Circolare DX, Circolare SX, linea III-IV e linea V, sia dagli autobus della stessa Ferrovie del Sud Est.
La stazione è servita da tre binari attivi per il servizio viaggiatori, oltre a quattro di servizio per lo stazionamento dei convogli e di rifornimento di questi ultimi.

## Storia
Inaugurata il 21 settembre 1925 in occasione dell'anniversario della Marcia su Roma e della costruzione del tratto ferroviario Locorotondo-Martina Franca, fu aperta al traffico ferroviario al pubblico il 24 dicembre dello stesso anno. Nel 1931 fu poi connessa alla stazione di Taranto tramite la nuova ferrovia Martina Franca-Taranto, poi inglobata nell'attuale linea che collega Bari a Taranto.
Nel corso di giugno 2024, in occasione dell'evento G7 in Puglia, la stazione, insieme alle altre della relazione Putignano-Martina Franca è stata ammodernata con la sistemazione dei marciapiedi e il rinnovo della segnaletica di stazione conformata a quella utilizzata da Rete Ferroviaria Italiana, oltre a piccole modifiche nella stazione stessa.
Nel corso del 2025 sono iniziati i lavori di costruzione del nuovo hub intermodale su base di fondi PNRR: esso prevedono, oltre a un nuovo terminal bus all'esterno dove attualmente risiede un parcheggio dedicato ai mezzi di servizio FSE, una serie di interventi di riqualificazione e adeguamento della stazione alle normative ferroviarie vigenti. Tra le principali opere in corso figurano l'allargamento della banchina sul lato corrispondente al binario 2 e 3 (quest'ultimo è stato interamente rimosso per consentire l'allargamento della banchina, l'attuale binario 4, utilizzato soltanto per stazionare i mezzi fuori servizio, diventerà di conseguenza il n. 3 e verrà utilizzato per il traffico passeggeri) nonché anche l'estensione in lunghezza della banchina del binario 1. Inoltre è in corso la costruzione di un sottopassaggio per garantire l’accessibilità e la sicurezza dei passeggeri con l’installazione di ascensori per favorire i diversamente abili e l’intera stazione è sottoposta a una ristrutturazione generale che comprenderà l’adeguamento dei marciapiedi all’altezza di 55 cm, il fabbricato e dei servizi annessi, come i servizi igienici e la sala d'attesa, il tutto in linea con gli standard di Rete Ferroviaria Italiana.

## Strutture e impianti
La stazione presenta due emettitrici automatiche di biglietti ferroviari situate in prossimità del primo binario, un totem informativo con tecnologia touch, e uno schermo sul quale è possibile verificare gli orari di partenza dei treni in tempo reale. Inoltre vi sono una sala d'attesa, nella quale vi è anche la biglietteria a sportello chiusa da diverso tempo, e i servizi igienici, sia la sala d'attesa, sia i servizi igienici, sono chiusi in quanto sono in corso i lavori di costruzione del nuovo hub intermodale.

## Servizi
La stazione dispone di:
- Biglietteria a sportello e automatica
- Servizi igienici
- Area per l'attesa
- Accessibilità per portatori di handicap
- Parcheggio di scambio
- Capolinea autolinee urbane ed extraurbane

## Movimento
La stazione è servita dai treni regionali svolti delle Ferrovie del Sud Est nelle relazioni Martina Franca - Putignano e Martina Franca - Taranto della linea 1 e la relazione Martina Franca - Lecce della linea 2, di cui per essa ne è stazione di testa.